# Liste der Naturdenkmale in Forst (Lausitz)
Die Liste der Naturdenkmale in Forst (Lausitz) nennt die Naturdenkmale in Forst im Landkreis Spree-Neiße in Brandenburg.
Diese Liste enthält außer den im Herbst 2016 aktuellen Naturdenkmalen auch weitere, die in der von 2007 bis 2016 gültigen Verordnung noch enthalten waren.

In den Spalten befinden sich folgende Informationen:
- Nr.: Identifizierungsnummer nach veröffentlichter Liste. Sie wird von der unteren Naturschutzbehörde des Landkreises oder der kreisfreien Stadt vergeben. Wenn sie bekannt ist, wird sie angegeben. In dieser Spalte kann sich zusätzlich das Wort Wikidata befinden, der entsprechende Link führt zu Angaben zu diesem Naturdenkmal bei Wikidata.
- Bezeichnung: Benennung des Naturdenkmals, in der Regel wird bei Bäume die Baumart genannt. Bekannte Eigennamen werden mit angegeben.
- Gemarkung: Ort oder Gemarkung, in der sich das Naturdenkmal befindet
- Lage: Nennt die Lage des Naturdenkmals im jeweiligen Ortsteil und die geografischen Koordinaten des Naturdenkmals. Link zu einem Kartenansichtstool, um Koordinaten zu setzen. In der Kartenansicht sind Naturdenkmale ohne Koordinaten mit einem roten beziehungsweise orangen Marker dargestellt und können in der Karte gesetzt werden. Denkmale ohne Bild sind mit einem blauen bzw. roten Marker gekennzeichnet, Denkmale mit Bild mit einem grünen beziehungsweise orangen Marker.
- Beschreibung: die Beschreibung des Naturdenkmales
- Schutzzweck: Erläutert den Grund der Unterschutzstellung
- Bild: Zeigt ein Bild des Naturdenkmales und gegebenenfalls ein Link zu weiteren Fotos im Medienarchiv Wikimedia Commons

## Forst (Lausitz)
| Bild                           | Bezeichnung      | Lage                                                                              | Beschreibung | Schutzzweck | Nummer |
| ------------------------------ | ---------------- | --------------------------------------------------------------------------------- | --- | ----------- | ------ |
| Weitere Bilder Fotos hochladen | Bastardplatane   | Forst, Biebersteinstraße 5–7 (51° 44′ 43,4″ N, 14° 39′ 4,5″ O)                    | Mit 8,20 m Stammumfang einer der mächtigsten Bäume im Landkreis. Der Standort des wohl in den 1830er Jahren gepflanzten Baums lag früher in den Gärten hinter dem Jahn'schen Schloss.                                        |             | 19     |
| BW                             | Säuleneiche      | Forst, links vor dem Eingang des Krankenhauses (51° 45′ 15,6″ N, 14° 38′ 21,8″ O) | zur Eröffnung des Krankenhauses im Jahr 1892 gespendetes Paar Säuleneichen. Eine davon 2008 schwer pflegebedürftig. |             | 20     |
| BW                             | Stieleiche       | Forst, Am Haag (51° 44′ 31,5″ N, 14° 38′ 45,8″ O)                                 | Im Jahr 2008 etwa 200 Jahre alter, 20 m hoher Baum mit 3,90 m Umfang. |             | 21     |
| BW                             | Blut-Buche       | Forst, Heinrich-Heine-Straße (51° 45′ 2,2″ N, 14° 39′ 12,2″ O)                    | Im Jahr 2008 etwa 120 Jahre alte Blutbuche mit gleichmäßiger, ausladender Krone ohne jegliche Schädigungen. |             | 22     |
| BW                             | Stieleiche       | Forst, An der Walderholung (51° 43′ 32,3″ N, 14° 38′ 11,3″ O)                     | Vermutlich erst nach dem Ersten Weltkrieg gepflanzte, weitgehend ungestört aufgewachsene sehenswerte Eiche. |             | 23     |
| BW                             | Stieleiche       | Naundorf, OT Naundorf, neben der Feuerwehr (51° 47′ 3,9″ N, 14° 37′ 20,7″ O)      | Das Alter der Eiche am Wächterhäuschen wird auf 200 bis 250 Jahre geschätzt. |             | 24     |
| BW                             | Stieleiche       | Forst, OT Sacro, an der Kirche (51° 46′ 47,4″ N, 14° 38′ 48,9″ O)                 | am 23. April 1871 „Zum ewigen Gedächtnis an die Opfer des Krieges und als Erinnerung an die Vereinigung unseres Vaterlandes zum Deutschen Kaiserreich“ gepflanzte Friedenseiche. Am 17. Dezember 1938 unter Schutz gestellt. |             | 25     |
| BW                             | Stieleiche       | Weißagk, an der K 7110 Gosda-Mulknitz (51° 45′ 20″ N, 14° 33′ 47,2″ O)            | Dank seines Standorts weithin sichtbarer Solitärbaum. |             | 26     |
| BW                             | Stieleiche       | Mulknitz, auf dem Friedhof (51° 45′ 3,7″ N, 14° 35′ 30,5″ O)                      | |             | 27     |
| BW                             | Bastardplatane   | Forst, Am Haag/Mühlgraben (51° 44′ 35,5″ N, 14° 39′ 1,4″ O)                       | Der Baum gilt wegen seines Wuchses und Standorts als einer der schönsten im Landkreis. |             | [ 12 ] |
| BW                             | Sommerlinde      | Forst, Spremberger Straße 40 (51° 44′ 5″ N, 14° 38′ 7″ O)                         | Etwa 120 Jahre alter Hofbaum mitten auf einem Privatgrundstück. |             | [ 12 ] |
| BW                             | Stieleiche       | Forst, Elsässer Straße (51° 44′ 57,9″ N, 14° 38′ 36,8″ O)                         | 2008 auf freier Fläche auf dem Gelände der ehemaligen Forster Web- und Strickwaren. |             | [ 12 ] |
| BW                             | Stieleiche       | Forst, nördlich Sacro, am Neiße-Radweg (51° 47′ 25,7″ N, 14° 38′ 44,1″ O)         | Wunderschön gewachsene Eiche direkt am Oder-Neiße-Radweg. |             | [ 12 ] |
| BW                             | Ungarische Eiche | Forst, Am Haag (51° 44′ 30,3″ N, 14° 38′ 49,5″ O)                                 | Die „Zigeunereiche“ wurde vermutlich 1909 am Rande des Grundstücks der Höheren Töchterschule gepflanzt. |             | [ 12 ] |